# Half Moon
Half Moon és una concentració de població designada pel cens dels Estats Units a l'estat de Carolina del Nord. Segons el cens del 2007 tenia 7.179 habitants.

## Demografia
Segons el cens del 2000, Half Moon tenia 6.645 habitants, 2.261 habitatges i 1.817 famílies. La densitat de població era de 598,1 habitants per km².
Dels 2.261 habitatges en un 47,3% hi vivien nens de menys de 18 anys, en un 64% hi vivien parelles casades, en un 13,6% dones solteres, i en un 19,6% no eren unitats familiars. En el 14% dels habitatges hi vivien persones soles el 2,2% de les quals corresponia a persones de 65 anys o més que vivien soles. El nombre mitjà de persones vivint en cada habitatge era de 2,94 i el nombre mitjà de persones que vivien en cada família era de 3,22.
Per edats la població es repartia de la següent manera: un 32,4% tenia menys de 18 anys, un 12,7% entre 18 i 24, un 33,8% entre 25 i 44, un 17,1% de 45 a 60 i un 4% 65 anys o més.
L'edat mediana era de 28 anys. Per cada 100 dones de 18 o més anys hi havia 95,4 homes.
La renda mediana per habitatge era de 41.143 $ i la renda mediana per família de 42.357 $. Els homes tenien una renda mediana de 27.730 $ mentre que les dones 20.698 $. La renda per capita de la població era de 15.233 $. Entorn del 5,9% de les famílies i el 7,7% de la població estaven per davall del llindar de pobresa.

## Poblacions més properes
El següent diagrama mostra les poblacions més properes.